# Skowhegan (Maine)
Skowhegan település az Amerikai Egyesült Államok Maine államában, Somerset megyében, melynek megyeszékhelye is. Lakosainak száma 8620 fő (2020. április 1.).

## Népesség
A település népességének változása:
| Lakosok száma | 7601 | 8098 | 8725 | 8824 | 8589 | 8620 |
|               | 1970 | 1980 | 1990 | 2000 | 2010 | 2020 |